# Comitatele Ungariei

Comitatele Ungariei în perioada 1876–1918

Comitatul (în latină comitatus; în maghiară vármegye) a fost teritoriul administrativ de bază al Ungariei încă din vremea regelui Ștefan I.
Până la sfârșitul celui de Al Doilea Război Mondial denumirea oficială a fost strict comitat (vármegye), dar deja a apărut ca sinonimă neoficială și varianta de județ (megye). Noua Constituție a Ungariei din 1949 a oficializat termenul de județ (megye) și de atunci termenul de comitat (vármegye) se mai folosea doar în descrieri istorice. Denumire veche folosită de românii ardeleni pentru a desemna comitatul ca unitate administrativă este varmeghie (ca transcriere fonetică și literară directă din maghiară).
Județele administrative de azi ale Ungariei au o continuitate în istoria țării de 1000 de ani. Nici reforma administrativă majoră din 1950, impusă de conducerea comunistă, nici schimbările din 1990 nu au schimbat multe lucruri în dezvoltarea sistemului de comitate-județe. Diferențierea comitatelor de județe necesită numai starea actuală și istoricul de dezvoltare administrativă.

## Istoria comitatelor

### Comitatul regal
Pe vremea lui Ștefan I al Ungariei administrația a fost necesară din cauza marilor moșii regale. Administrația a fost organizată în jurul cetăților. În fruntea comitatului regal se afla jupânul (comes). El strângea impozitele regale, având dreptul la o treime din sumă, din care organiza - ajutat de locotenet (maior exercitus) - oaste în caz de nevoie. Obligativitate de ajutor în acest sens avea și comandantul militar a cetății (maior castri), iar în judecate magistratul regal. Száznagy conducea slugile semilibere "specializate" - locuitori de cetate. Armata comitatului era condusă de jupân sau de locotenent. Acesta era compus din iobagii cetății (miles, jobagio castri), – ofițerii lor fiind száznagy și caporalii (decurio). Numărul lor în anul 1168 a fost de 400 persoane/comitat.
Comitatele de graniță (marchia) erau conduși de jupâni-grănicieri (marchio).
Pădurile au fost controlate de jupânatele silvice, organizate în jurul anilor 1200.
Cu slăbirea puterii regale, din secolul al XIII-lea rolul comitatelor regale a fost preluat de comitatele nobiliare. Procesul a fost documentat și de Bula de Aur (Bulla aurea).

### Monografia Transilvaniei

Monografia Transilvaniei realizată de Ignaz Lenk von Treuenfeld, Viena 1839

Denumirile comitatelor în limbajul uzual al românilor

Ignaz Lenk von Treuenfeld a consemnat în monografia Transilvaniei publicată la Viena, în anul 1839, denumirile folosite de români pentru diferitele comitate, astfel:
- Vármegya Belgrádului gyin szusz - Comitatul Albei Superioare
- Vármegya Belgrádului gyin zsosz - Comitatul Albei Inferioare
- Vármegya Dobutsi (Dăbâcii) - Comitatul Dăbâca
- Vármegya Hinijdori (Hinidorii) - Comitatul Hunedoara
- Vármegya Karaszni - Comitatul Crasna
- Vármegya Klusuluj - Comitatul Cluj
- Vármegya Krisuluj - Comitatul Zarand
- Vármegya Szolnoku gyin untru - Comitatul Solnocul Interior
- Vármegya Tsetátye gye Balte - Comitatul Târnava
- Vármegya Turdi - Comitatul Turda ș.a.

## Comitatele ardelene între secolul al XII-lea și 1876
În trecut, în perioada când a aparținut regatului medieval maghiar, Transilvania a fost compusă din trei părți: 1. Teritoriul Comitatelor maghiare, 2. Pământul Săsesc (Scaunele săsești) și 3. Pământul Secuiesc (Scaunele secuiești). Sașii au primit partea de sud a Ardealului, unde au format așa-numitul „Universitas Saxonum” care le-a fost oferit prin edictul regal „Andreanum”. Secuii au avut ținuturi autonome, mai ales în părțile estice ale Ardealului. Restul Ardealului a fost administrat de nobilimea maghiară din comitate. Voievodul Transilvaniei își exercita autoritatea doar asupra comitatelor maghiare.
Comitatele maghiare au fost următoarele:
- 1. Belső-Szolnok - Solnocul Interior (cu capitala la Dej)
- 2. Doboka - Dăbâca (Gherla)
- 3. Fehér - Alba (Alba Iulia)
- 4. Hunyad - Hunedoara (Deva)
- 5. Kolozs - Cluj (Cluj)
- 6. Küküllő - Târnava (Cetatea de Baltă)
- 7. Torda - Turda (Turda)

## Comitatele ardelene între 1876-1918
- 1. Alsó-Fehér – Alba de Jos (cu capitala la Aiud)
- 2. Beszterce-Naszód – Bistrița-Năsăud (Bistrița)
- 3. Brassó - Brașov (Brașov)
- 4. Csik – Ciuc (Miercurea Ciuc)
- 5. Fogaras - Făgăraș (Făgăraș)
- 6. Háromszék – Trei Scaune (Sfântu Gheorghe)
- 7. Hunyad – Hunedoara (Deva)
- 8. Kiskükülló – Târnava Mică (Diciosânmartin / Târnăveni)
- 9. Kolozs - Cluj (Cluj)
- 10. Maros-Torda - Mureș-Turda (Târgu Mureș)
- 11. Nagy-Küküllö – Târnava Mare (Sighișoara)
- 12. Szeben - Sibiu (Sibiu)
- 13. Szolnok-Doboka – Solnoc-Dăbâca (Dej)
- 14. Torda-Aranyos – Turda-Arieș (Turda)
- 15. Udvarhely – Odorhei (Odorheiu Secuiesc)

Fostele Scaune săsești și secuiești din Ardeal au fost în urma reformei administrative din anul 1876 desființate și incorporate în cele 15 noi comitate ardelene. Aceste 15 comitate au dăinuit până în anul 1918.

## După Tratatul de la Trianon
Tratatul de la Trianon a afectat vechiul sistem de comitate din 1876. Multe comitate au ajuns integral, altele parțial, sub administrația statelor urmașe ale Imperiului Austro-Ungar. Comitatele rămase pe teritoriul Ungariei nu și-au schimbat numele, dar în multe cazuri a trebuit stabilită o nouă reședință de comitat.
În 1923 sistemul de comitate a fost parțial reformat, fiind contopite cele mai mici rămășițe de comitate între ele, sau au fost integrate într-un alt comitat. Ca urmare până 1947 a fost divizat pe 25 de comitate.
Reforma administrativă din 1950 a reglat din nou granițele județelor, a contopit câteva, și a definiat câteva noi reședințe de județe. Așa s-a format actualul sistem de 19 județe ale Ungariel.